# Нову-Амбургу
Нову-Амбургу (порт. Novo Hamburgo — «Новый Гамбург») — муниципалитет в Бразилии, входит в штат Риу-Гранди-ду-Сул. Составная часть мезорегиона Агломерация Порту-Алегри. Входит в экономико-статистический микрорегион Порту-Алегри. Население составляет 253 067 человек на 2007 год. Занимает площадь 223,606 км². Плотность населения — 1131,8 чел./км².

## История
Город основан 5 апреля 1927 года.

## Статистика
- Валовой внутренний продукт на 2005 год составляет 3 726 442 тыс. реалов (данные: Бразильский институт географии и статистики).
- Валовой внутренний продукт на душу населения на 2005 год составляет 14 595,00 реалов (данные: Бразильский институт географии и статистики).
- Индекс развития человеческого потенциала на 2000 год составляет 0,809 (данные: Программа развития ООН).

## География
Климат местности: субтропический.